# Олаф Шьотконунг
Олаф Шьотконунг (на шведски: Olof Skötkonung) е първият християнски крал на Швеция. Наричан също на старонорвежки: Óláfr sœnski, което се превежда Олаф Шведски, за да бъде различаван от норвежките крале със същото име Олаф I и Олаф II.

## Управление
През 995 г. той наследява баща си Ерик VI Сегерсел на шведския трон. Малко след като майка му се омъжва повторно за Свен I Вилобради Олаф подпечатва помирението на Швеция с Дания. През 1000 г. в съюз с Дания побеждават Олаф I в Сволдерската битка, където норвежкият крал намира смъртта си и кралството му е поделено между съюзниците.

## Семейство
Първоначално Олаф има наложница на име Едла, дъщеря на ярла на Виндланд, която му ражда три деца, едно от които бъдещия крал на Швеция Емунд Стария.
След това се жени за Естрид Оботрит (от народа ободрити), от която има още две деца:
- Анунд Якоб, крал на Швеция
- Ингегерд Шведска, която е майка на княгиня Анна Ярославна.